# フリードリヒ1世 (バーデン＝バーデン辺境伯)
フリードリヒ1世（Friedrich I., 1249年 - 1268年10月29日）は、バーデン＝バーデン辺境伯（在位：1250年 - 1268年）。ツェーリンゲン家当主で、祖父はバーデン＝バーデン辺境伯ヘルマン5世（ライン宮中伯ハインリヒ5世の婿）、父はヘルマン6世、母はオーストリア公レオポルト6世の孫娘ゲルトルート。叔父はルドルフ1世。

## 生涯
1246年、母方の大叔父のフリードリヒ2世が戦死し、バーベンベルク家は断絶した。父は母がバーベンベルク家の女子相続人だったことからオーストリア公国を請求したが1250年に25歳で死去したため、フリードリヒ1世がバーデンを相続したが、幼いため叔父のルドルフ1世が共同統治者となった。
1267年、同世代の親族であるホーエンシュタウフェン朝のシチリア王、エルサレム王のコッラディーノと共にイタリアに遠征したが、1268年8月23日、タリアコッツォの戦いでシャルル・ダンジューに敗れ、トッレ・アストゥーラにて捕縛、幽閉された。やがてナポリに移され、10月29日、メルカート広場で死刑執行人のドメニコ・プンツォの手によって斬首された。処刑された場所には後年サンタ・クローチェ・アル・メルカート教会が建てられた。
バーデンは叔父のルドルフ1世が単独統治することになり、オーストリア公国はボヘミア王オタカル2世が獲得したが、オタカル2世は1278年に神聖ローマ皇帝ルドルフ1世に敗れて戦死、ハプスブルク家の家領となった。